# 马德秀
马德秀（1947年9月— ），女，北京人，中国自动控制专家，上海交通大学教授。曾任中华人民共和国国家发展和改革委员会高技术产业司司长，上海交通大学党委书记。

## 生平
1965年12月加入中国共产党。1966年至1968年在北京师范大学附属女子中学（现北京师范大学附属实验中学）就读，文化大革命期间是该校红卫兵领袖之一。1966年曾任该校师生代表会副主席。1968年6月至1972年4月任青海第二机床厂工人。1972年以工农兵学员身份被推荐到西安交通大学工业自动化专业就读。1981年获得西安交通大学自动控制专业硕士学位。2003年9月起任中共上海交通大学党委书记一职，并任该校校务委员会主任。2008年，担任全国人大教育科学文化卫生委员会委员。2014年因年龄原因不再担任上海交通大学党委书记职务。